# Tiquilia turneri
Tiquilia turneri là loài thực vật có hoa trong họ Mồ hôi. Loài này được A.T. Richardson miêu tả khoa học đầu tiên năm 1976.